# 아리랑고개 (희곡)
《아리랑고개》는 2막으로 구성된 춘강(春崗) 박승희(朴勝喜, 1901-1964)의 작품이다. 1929년 '토월회(土月會)'에서 재기공연을 했다. 연출 박승희. 주연 석금성(石金星), 이백수(李白水), 윤성묘(尹星畝), 박제행(朴齊行).  일본사람에게 빚을 갚지 못해 땅을 빼앗기고 북간도로 떠나야 했던 민족 수난의 현실을 다룬 이 작품은 일제의 토지착취, 경제착취로 울분 비탄에 빠져 있던 한국인의 슬픔을 흙, 고향, 조상의 묘 등 단순하면서도 매우 감각적인 대사와 처녀들의 아리랑 노래를 사용하여 당시 대단한 감명을 주었었다. 희곡 자체로는 이렇다 할 만한 것이 없었는데 다만 그 시대적 상황과 민족 감정에 작품의 내용이 잘 맞았던 것이었다.